# Teleterebratus amplis
Teleterebratus amplis är en stekelart som först beskrevs av Girault 1915.  Teleterebratus amplis ingår i släktet Teleterebratus och familjen sköldlussteklar. Inga underarter finns listade i Catalogue of Life.